# ینگجه (بخش مرکزی ماه‌نشان)
ینگجه سینار یک روستا در ایران است که در شهرستان ماه‌نشان استان زنجان واقع شده‌است. ینگجه سینار ۴۵۱ نفر (۹۱ خانوار) جمعیت دارد.